# Жук Семен Антонович
Жук Семен Антонович (16 травня 1893 (1898), село Боложівка, нині Кременецького району – 26.06.1941 року, село Чайковичі Самбірського району Львівської області) – кооператор, політичний діяч, краєзнавець, публіцист.

## Життєпис
Народився в селі Боложівка, нині Кременецького району у сім’ї сільського диякона(пізніше священник).
Перші кроки у царину освіти починав з місцевої парафіяльної школи, а потім навчався у Шумській двохкласній школі, Кременецькій учительській семінарії. 
У 1908 р. поступив до Волинської Свято-Федорівської церковно-вчительської гімназії в Дермані, яку закінчив у 1911 р. 
Короткий час працював вчителем в одній зі шкіл Староконстянтинівського повіту, у 1912-1914 рр. − у школі в Рівненському повіті. 
З 1914 по 1915 рр. працював директором нижчої школи в с. Борисові Острозького повіту. 
У 1915 р. мобілізований в армію, з невідомих причин довго не служив, тому що вже у цьому ж році став студентом Київського кооперативного інституту, який закінчив у 1918 р. Саме тут пробудилася національна свідомість молодого юнака, а  тому брав участь у визвольних змаганнях і був нагороджений Хрестом ім. Симона Петлюри. 
Українська революція, яка закінчилася поразкою у Семена розбудила великого патріота-націоналіста. У 1918 р. повертається на рідну Волинь. 
З 1918 по 1919 рр. працює вчителем Вищої початкової школи в Острозі. Семена Жука призначають у церкву родинного села Боложівка бути псаломщиком. Але прислуговувати  церкві йому не сподобалося і тому за не виконання своїх обов’язків звільняється.
Згодом, він займається культурно-просвітницькою діяльністю на Кременеччині, бере активну участь у роботі товариства «Просвіта». Деякий час є Головою Ради повітового товариства «Просвіта» в Кременці. Створюючи сільські просвітянські осередки, читальні об’їхав на своєму велосипеді 200 сіл повіту. 
Від 1926 року до повітового товариства “Просвіти” ввійшов студент Кременецького ліцею Антін Семенюк, який пізніше у своїй монографії засвідчує таке, що «С. Жук – колишній політичний діяч при армії УНР». Великий внесок зробив у розвиток та поповнення читалень книгами. За кошти банку та в більшості за власні купував українські книги, які передавав у села. Вирішував питання приміщень для читалень, адже вони знаходилися в помешканнях людей.  Ніхто інший не вклав стільки праці, енергії та ініціативи для розвитку товариства, як Семен Жук, а тому 04.06.1925 р. отримав винагороду за сумлінне виконання обов’язків інструктора товариства.     
Робота Кременецької «Просвіти» була чи найкращою на Волині, тому за досвідом приїжджали просвітяни з інших регіонів. 24 серпня 1923 р. завітав Голова Львівської «Просвіти» професор М. Галущинський та доктор І. Крип’якевич. Особливу увагу Семен Жук приділяв роботі читалень, навіть сам деякий час працював бібліотекарем при «Просвіті». Читальні відігравали важливу роль у вихованні національно-патріотичного виховання молоді. Несли живе слово до знедоленого українського селянина, який віками гнув спину на чужоземців-поневолювачів. Тут читалися твори Т. Шевченка, Л.Українки, М. Драгоманова, І.Франка та інші. Діяли театральні гуртки, які ставили вистави на аматорському рівні, пропагуючи українську драматургію. Сам Семен дуже любив українську пісню та при нагоді наспівував її, адже мав дуже гарний голос.  Навіть, працюючи в банку, організував  хор і сам керував ним. Кременецька «Просвіта» відкрила 90 читальнь, займалася видавництвом.
У 1931 р. Семен Жук був обраний послом у польський сейм від Кременецького повіту. Перебуваючи на цій посаді, вів активну пропагандистську роботу серед людей за надання їм людських прав, за збереження й поширення української мови. Члени української соціалістичної радикальної парламентської репрезентації вибрали Семена Жука заступником голови. 
Організовував віча серед селян, гостро критикував полонізаторську політику Речі Посполитої с проти українського народу, відстоював право українських дітей навчатися в українських школах. Така активна пропагандистська  діяльність польській владі не сподобалася. Почалися доноси, переслідування. Але це не залякало С. Жука. Під час виступу перед селянами с. Онишківці, поблизу його родинного села його ув’язнили та засудили до двох років тюрми, перебував у кременецькій в’язниці.
Після відбування строку Семен Антонович став працювати директором Українського банку в Почаєві, який стає одним з осередків не лише фінансово-економічного життя, а й культурно-освітньої діяльності. Оселившись з дружиною у Почаєві, зацікавився історією лаври та перетворення її  на осередок української духовної культури. Почав вивчати найдавніші архівні матеріали. В цьому йому допомагав його дядько, який працював архімандритом монастиря. Результат вивчення багатьох матеріалів – його праця «Короткий історичний нарис Почаївської Успенської лаври», який видрукуваний  у видавництві «Церква і нарід» 1938 року у м.Кременці та нараховує 62 сторінки. Але підписав нарис С. Антонович, тому мало хто знав, що автор Жук Семен Антонович. Відомо, що його нарис використовували навіть за кордоном. Доказ – праця Івана Дубилка «Почаївський монастир в історії нашого народу» (Вінніпег) написана з відповідними відсиланнями на нарис Жука. Завдяки Семену Антоновичу у 1920 році створюється «Просвіта», а при ній драматичний гурток, яким керує сам Жук.
У 1939 році прийшли радянці у «золотому вересні». Дружину Семена Антоновича, Онисію Іванівну безпідставно засудили на 10 років таборів. А він опинився у ролі вчителя у селі Чайковичі біля Старого Самбора на Львівщині. Там його упізнав зрадник і його розстріляли 26.06.1941 року. як ворога народу. 